# Platycrana
Platycrana is een geslacht van Phasmatodea uit de familie Phasmatidae. De wetenschappelijke naam van dit geslacht is voor het eerst geldig gepubliceerd in 1835 door Gray.

## Soorten
Het geslacht Platycrana is monotypisch en omvat slechts de volgende soort:
- Platycrana viridana (Olivier, 1792)